# Sportåret 1930

## Händelser

### Allmänt
- Okänt datum – Tidningen Damsporten i Ord och Bild läggs ner

### Bandy
- 2 mars - SK Tirfing, Harnäs vinner svenska mästerskapsfinalen mot Djurgårdens IF med 1–0 på Stockholms stadion.[1]

### Baseboll
- 8 oktober - American League-mästarna Philadelphia Athletics vinner World Series med 4-2 i matcher över National League-mästarna St. Louis Cardinals.[2]

### Cykelsport
- Alfredo Binda, Italien vinner landsvägsloppet vid VM.
- Andrée Leducq, Frankrike vinner Tour de France
- Luigi Marchisio, Italien vinner Giro d'Italia.

### Fotboll
- 26 april - Arsenal FC vinner FA-cupfinalen mot Huddersfield Town FC med 2-0 på Wembley Stadium.[3]
- 13-30 juli - Det första världsmästerskapet i fotboll spelas Uruguay. Hemmalaget Uruguay blir världsmästare genom att vinna finalen mot Argentina med 4-2.[4]
- Okänt datum – Athletic Bilbao vinner Copa del Rey.
- Okänt datum – Rangers FC vinner skotska cupen.

#### Ligasegrare / resp lands mästare
- 1 juni - Helsingborgs IF vinner Allsvenskan för andra året i följd.
- Okänt datum – B 93 blir danska mästare
- Okänt datum – Sheffield Wednesday FC vinner engelska ligans första division
- Okänt datum – Rangers FC vinner skotska ligan.
- Okänt datum – Go Ahead Eagles blir nederländska mästare.
- Okänt datum – Royal Antwerp FC blir belgiska mästare.
- Okänt datum – Hertha BSC Berlin blir tyska mästare.
- Okänt datum – FC Internazionale blir italienska mästare.
- Okänt datum – Athletic Bilbao blir spanska mästare.

### Friidrott
- 6 september-8 september - Tredje damolympiaden, Prag, Tjeckoslovakien
- 31 december - Murilo de Araújo vinner Sylvesterloppet i São Paulo.[5]
- Clarence DeMar, USA vinner Boston Marathon.[6]

### Golf

#### Herrar

##### Majorstävlingar
- US Open - Bobby Jones, USA
- British Open - Bobby Jones, USA
- PGA Championship - Tommy Armour, USA

### Handboll
- 7 september - Österrike vinner utomhus i Prag mot Tyskland med 5-4 vid handbollens första damlandskamp.[7]
- 25 november - Svenska Handbollförbundet bildas.[8]

### Ishockey
- 26 januari - Japan inträder i IIHF.[9]
- 10 februari - Kanada vinner världsmästerskapet i Berlin, Chamonix och Wien före Tyskland och Schweiz.[10]
- 27 februari - IK Göta blir svenska mästare efter finalvinst mot AIK med 2-0 på Stockholms stadion.[11]
- 3 april - Montreal Canadiens vinner Stanley Cup efter att i finalspelet besegrat Boston Bruins med 2–0 i matcher.[12]

### Konståkning

#### VM
- Herrar: Karl Schäfer, Österrike
- Damer: Sonia Henie, Norge
- Paråkning: Andrée Joly-Brunet & Pierre Brunet, Frankrike

#### EM
- Herrar: Karl Schäfer, Österrike
- Damer: Fritzi Burger, Österrike
- Paråkning: Olga Orgonista & Szándor Szalay, Ungern

### Landhockey
- 30 november - Tyskland spelar sin första damlandskamp i landhockey, då man vinner en landskamp mot Australien med 3-2 i Köln.[13][14]

### Motorsport
- 30 maj — Indianapolis 500 på Indianapolis Motor Speedway vinns av Billy Arnold i en Hartz Special Summers-Miller med tiden 4:58:39.72.[15] (Detta, med en medelhastighet på 100.448 engelska mil i timmen (161.655 kilometer i timmen),[15] blir första gången som vinnarens medelhastighet överskrider 100 engelska mil i timmen (160 kilometer i timmen)[15]
- Britterna Woolf Barnato och Glen Kidston vinner Le Mans 24-timmars med en Bentley 6½ Litre.

### Skidor, nordiska grenar
- 2 mars - Verner Lundström, Arvidsjaurs IF vinner Vasaloppet.[16]

#### SM
- 20 km ingen tävling
- 30 km vinns av Sven Utterström, Bodens BK. Lagtävlingen vinns av Skellefteå IF.
- 50 km vinns av John Lindgren, Lycksele IF.  Lagtävlingen vinns av Skellefteå IF
- Backhoppning vinns av Holger Schön, Djurgårdens IF. Lagtävlingen vinns av Djurgårdens IF.
- Nordisk kombination vinns av Sven Eriksson,  Selångers SK. Lagtävlingen vinns av IF Friska Viljor.

### Tennis

#### Herrar
- 27 juli - Frankrike vinner International Lawn Tennis Challenge genom att finalbesegra USA med 4-1 i Paris.[17]

##### Tennisens Grand Slam
- Australiska öppna - Edgar Moon, Australien
- Wimbledon - Bill Tilden, USA
- US Open - John Doeg, USA

#### Damer

##### Tennisens Grand Slam
- Australiska öppna - Daphne Akhurst, Australien
- Wimbledon – Helen Wills Moody, USA.
- US Open – Betty Nuthall, Storbritannien

### Travsport
- Travderbyt körs på Jägersro travbana i Malmö. Segrare blir det svenska stoet Petersdotter e. Peter Pogue (US) – Corona (DK) e. Tako(US). Kilometertid:1.40,7 Körsven: Anton Fyhr
- Travkriteriet körs på Jägersro travbana i Malmö. Segrare blir den svenske hingsten Peter Spjuver e. Peter Pogue (US) – Bowbelle McKinney (US) e. McKinney(US).

## Rekord

### Friidrott
- 17 maj – Eric Krenz, USA, förbättrar världsrekordet i diskus till 51,03 m
- 13 juni – Herman Brix, USA, förbättrar världsrekordet i kula till 16,04 m
- 21 juni – Thea Kurze, Tyskland förbättrar världsrekordet i spjut damer till 39,01 m
- 4 juli – Babe Didrikson, USA förbättrar världsrekordet i spjut damer till 40,68 m
- 20 juli – Akilles Järvinen, Finland, förbättrar världsrekordet i tiokamp till 8 255 poäng
- 8 augusti
  - – Matti Järvinen, Finland förbättrar världsrekordet i spjut till 71,57 m
  - – Elisabeth Schumann, Tyskland förbättrar världsrekordet i spjut damer till 42,32 m
- 9 augusti – Percy Williams, Kanada förbättrar världsrekordet på 100 m till 10,3 sek
- 17 augusti – Matti Järvinen, Finland förbättrar sitt eget världsrekord i spjut till 71,70 m
- 23 augusti – Paul Jessup, USA, förbättrar världsrekordet i diskus till 51,73 m
- 24 augusti – Tilly Fleischer, Tyskland förbättrar världsrekordet i kula damer till 12,88 m
- 31 augusti – Matti Järvinen, Finland förbättrar sitt eget världsrekord i spjut till 71,88 m
- 2 september – Maj Jacobsson, Sverige förbättrar världsrekordet i häcklöpning 80 m till 12,1 sek vid tävlingar i Stockholm
- 14 september – Matti Järvinen, Finland förbättrar sitt eget världsrekord i spjut till 72,93 m
- 5 oktober – Jules Ladoumegue, Frankrike,  förbättrar världsrekordet på 1 500 m till 3.49,2 min

## Evenemang
- VM i cykel anordnas i Liège, Belgien.
- VM i fotboll spelas för första gången och anordnas i Montevideo, Uruguay.
- VM i ishockey arrangeras i Chamonix, Schweiz och Berlin, Tyskland.
- VM i konståkning anordnas i New York, USA.
- EM i konståkning anordnas i Wien, Österrike.

## Bildade föreningar och klubbar
- 2 januari - Västra Frölunda IF[18]
- 20 april - Östers IF[18]

## Födda
- 8 januari – Éva Novák, ungersk simmare.
- 14 januari – Birgitta Östenberg, svensk friidrottare.
- 31 januari – Joakim Bonnier, svensk racerförare.
- 24 mars – Ed Sanders, amerikansk boxare, Ingemar Johanssons finalmotståndare vid OS 1952.
- 26 mars – Sigge Parling, svensk fotbollsspelare, bandyspelare och ishockeyspelare.
- 12 april – John Landy, australisk friidrottare och politiker.
- 7 juni – Hideraldo Luiz Bellini, brasiliansk fotbollsspelare.
- 22 augusti – Gilmar, brasiliansk fotbollsspelare.
- 30 augusti – Mauro, brasiliansk fotbollsspelare.
- 16 november – Orvar Bergmark, svensk fotbollsspelare.
- 19 november – Bob Mathias, amerikansk friidrottare, tiokampare.

## Avlidna
- 22 mars – Gastone Brilli-Peri, 36, italiensk racerförare.
- 13 juni – Henry Segrave, 33, brittisk racerförare.
- 2 november – Viggo Jensen, 56, dansk tyngdlyftare, skytt, gymnast och friidrottare.

### Fotnoter
1. ↑  Erik Jonsson (2 mars 1930). ”1930–1939”. Svenska Bandyförbundet. Arkiverad från originalet den 15 februari 2015. https://web.archive.org/web/20150215054718/http://www.svenskbandy.se/BANDYFINALEN/HISTORIK/Svenskamastare/Herrar/1930-1939/. Läst 18 mars 2020.
2. ↑  ”1930 World Series” (på engelska). Baseball-Reference.com. http://www.baseball-reference.com/postseason/1930_WS.shtml. Läst 16 juli 2015.
3. ↑  ”England FA Challenge Cup 1929-1930” (på engelska). RSSSF. http://www.rsssf.com/tablese/engcup1930.html. Läst 19 augusti 2012.
4. ↑  ”World Cup 1930” (på engelska). RSSSF. http://www.rsssf.com/tables/30f.html. Läst 11 augusti 2011.
5. ↑  ”1930” (på portugisiska). Sylvesterloppet. Arkiverad från originalet den 1 mars 2014. https://web.archive.org/web/20140301041020/http://www.saosilvestre.com.br/1930. Läst 19 augusti 2012.
6. ↑  ”Boston Marathon”. Arkiverad från originalet den 27 april 2015. https://web.archive.org/web/20150427035419/http://www.baa.org/races/boston-marathon/boston-marathon-history/past-champions/past-mens-open-champions.aspx. Läst 9 april 2011.
7. ↑  ”Vermarktung des Spitzenhandballs in Deutschland”. http://books.google.se/books?id=efl1XEBt4zIC&pg=PA84&lpg=PA84&dq=handball+%2B+%227+september+1930%22+%2B+Prag&source=bl&ots=IgGjluerq8&sig=ut2keuXPsYUtkULHg7UtYa1yeb8&hl=sv&ei=toRRTrTWDIfBswbDx8ivAw&sa=X&oi=book_result&ct=result&resnum=5&ved=0CEgQ6AEwBA#v=onepage&q=handball%20%2B%20%227%20september%201930%22%20%2B%20Prag&f=false. Läst 22 augusti 2011.
8. ↑  Björn Persson. ”Svenska handbollförbundets historia”. Svenska handbollförbundet. Arkiverad från originalet den 20 mars 2018. https://web.archive.org/web/20180320043705/https://www.svenskhandboll.se/Handbollinfo/SvenskaHandbollforbundet/SvenskaHandbollforbundetshistoria/. Läst 19 mars 2018.
9. ↑  ”Japan” (på engelska). International Ice Hockey Federation. 26 januari 1930. https://www.iihf.com/en/associations/357/japan. Läst 21 augusti 2011.
10. ↑  ”Championnats du monde 1930” (på franska). Hockey Archives. 10 februari 1930. https://www.hockeyarchives.info/mondial1930.htm. Läst 15 augusti 2011.
11. ↑  ”Championnat de Suède 1929/30” (på franska). Hockey Archives. 27 januari 1930. https://www.hockeyarchives.info/Suede1930.htm. Läst 15 augusti 2011.
12. ↑  ”NHL 1929/30” (på franska). Hockey Archives. https://www.hockeyarchives.info/NHL1930.htm. Läst 23 mars 2020.
13. ↑  ”Deutscher Hockey-Bund”. http://hockey.de/VVI-web/default.asp?lokal=DHB&innen=/VVI-web/Kalender/Laenderspiel-Jahre.asp&Jahr=1930&Team=2&FH=. Läst 21 augusti 2011.
14. ↑  ”Deutscher Hockey-Bund”. http://hockey.de/VVI-web/default.asp?lokal=DHB&innen=/VVI-web/Kalender/Laenderspiel-Statistik.asp&Team=2&FH=F&Gegen=AUS. Läst 21 augusti 2011.
15. 1 2 3  Race results Arkiverad 6 december 2010 hämtat från the Wayback Machine. (via Indianapolis Star)
16. ↑  ”Historiska segrare”. Vasaloppet. Arkiverad från originalet den 22 mars 2020. https://web.archive.org/web/20200322121012/https://www.vasaloppet.se/wp-content/uploads/sites/1/2019/09/historiska_segrare_vasaloppet_sve_2019-09-18.pdf. Läst 5 september 2011.
17. ↑  ”Davis Cup”. http://www.daviscup.com/en/results/tie/details.aspx?tieId=10003589. Läst 20 augusti 2011.
18. 1 2  Martin Alsiö (7 mars 2004). ”De allsvenska klubbarnas födelsedagar”. Bolletinen. http://www.bolletinen.se/sfs/allsvenskan/grundades.pdf. Läst 11 februari 2015.